# Ehrharta
Ehrharta là một chi thực vật có hoa trong họ Hòa thảo (Poaceae).

## Loài
Chi Ehrharta gồm các loài: